# Самарське (Куп'янський район)
Сама́рське —  село в Україні, у Шевченківській селищній громаді Куп’янського району Харківської області. Населення становить 25 осіб. До 2020 орган місцевого самоврядування — Петропільська сільська рада.

## Географія
Село Самарське знаходиться біля витоків річки Середня Балаклійка. За 1 км розташовані села Огурцівка, Гроза і Олександрівка.

## Історія
- 1920 - дата заснування.
- 12 червня 2020 року, відповідно до Розпорядження Кабінету Міністрів України № 725-р «Про визначення адміністративних центрів та затвердження територій територіальних громад Харківської області», увійшло до складу Шевченківської селищної територіальної громади[1].
- 19 липня 2020 року, в результаті адміністративно-територіальної реформи та ліквідації Шевченківського району, село увійшло до складу новоутвореного Куп'янського району Харківської області[2].
- 22 червня 2023 року рішенням №230 Національної комісії зі стандартів державної мови віднесено до списку населених пунктів, які «можуть не відповідати лексичним нормам української мови», зокрема стосуватися «російської імперської чи колоніальної політики». Громаді рекомендовано обґрунтувати доцільність збереження поточної назви або запропонувати нову назву в установленому законодавством порядку.[3]